# José Ribas (Leichtathlet, 1899)
José Ribas (* 1. Oktober 1899 in São Paulo, Brasilien; † nach 1933) war ein argentinischer Leichtathlet.

## Karriere
Der 1,70 m große Ribas nahm als Mittel- und Langstreckenläufer mehrfach an den Südamerikameisterschaften teil. Zudem trat er bei den Olympischen Spielen 1932 in Los Angeles an, konnte dort über 10.000 Meter den elften Platz belegen und startete auch im Marathonlauf.
Insgesamt konnte er in seiner Karriere neben der zuvor erwähnten olympischen Platzierung die folgenden Erfolge bei Südamerikameisterschaften erzielen:

## 3000 m Mannschaftslauf
- 1929: Südamerikameister

## 5000 m
- 1931: Südamerikameister

## 10.000 m
- 1926: 2. Platz
- 1927: 3. Platz
- 1929: Südamerikameister
- 1931: 2. Platz

## Straßenlauf (20 Meilen)
- 1933: 2. Platz

## Crosslauf
- 1926: 3. Platz